# 1769-й отдельный сапёрный батальон
1769-й отдельный сапёрный батальон  — воинская часть в вооружённых силах СССР во время Великой Отечественной войны.

## История
Сформирован осенью 1941 года, до января 1942 года занят на строительстве тыловых оборонительных рубежей.
В составе действующей армии с 15 января 1942 года по 23 апреля 1942 года, и с 9 июня 1942 года по 4 ноября 1942 года.
В январе 1942 года был направлен на Волховский фронт, где до июня 1942 года находился в распоряжении 52-й армии, обеспечивая строительство её укреплений и коммуникаций. В апреле 1942 года отправлен в тыл, где вошёл в состав 7-й сапёрной бригады 2-го формирования, с июня 1942 года приступил к строительству оборонительных рубежей севернее Ржева.
4 ноября 1942 года расформирован. Личный состав влился в состав формируемой на основе 7-й сапёрной бригады 2-й инженерно-минной бригады

## Подчинение
| Подчинение по месяцам | Подчинение по месяцам | Подчинение по месяцам | Подчинение по месяцам | Подчинение по месяцам |
| Дата                  | Фронт (округ)         | Армия                 | Бригада               | Примечания            |
| --------------------- | --------------------- | --------------------- | --------------------- | --------------------- |
| 1 февраля 1942 года   | Волховский фронт      | -                     | -                     | —                     |
| 1 марта 1942 года     | Волховский фронт      | -                     | -                     | —                     |
| 1 апреля 1942 года    | Волховский фронт      | -                     | -                     | —                     |
| 1 мая 1942 года       | Волховский фронт      | -                     | -                     | —                     |
| 1 июня 1942 года      | Волховский фронт      | -                     | -                     | —                     |
| 1 июля 1942 года      | Калининский фронт     | -                     | -                     | 7-я сапёрная бригада  |
| 1 августа 1942 года   | Калининский фронт     | -                     | -                     | 7-я сапёрная бригада  |
| 1 сентября 1942 года  | Западный фронт        | 30-я армия            | -                     | 7-я сапёрная бригада  |
| 1 октября 1942 года   | Калининский фронт     | -                     | -                     | 7-я сапёрная бригада  |
| 1 ноября 1942 года    | Калининский фронт     | -                     | -                     | 7-я сапёрная бригада  |